# Petrichor (album)
Petrichor è il terzo album in studio del rapper italiano Mr. Rain, pubblicato il 12 febbraio 2021 dalla Atlantic Records e dalla Warner Music Italy.

## Descrizione
Per la realizzazione del disco, il rapper si è avvalso della collaborazione di svariati autori, tra cui Federica Abbate, Lorenzo Vizzini, Tommee Profitt, Roofio e Gianluca Franco; due dei dodici brani figurano inoltre la partecipazione del rapper statunitense Hopsin e della cantante britannica Birdy.

Quanto al significato dell'album e al processo creativo, lo stesso Mr. Rain ha spiegato di aver intrapreso un percorso al fine di «rivalutare tutte le mie priorità»:

## Tracce
Testi e musiche di Mattia Balardi, eccetto dove indicato.
1. Intro – 0:51
2. Fiori di Chernobyl – 2:55 (Mattia Balardi, Lorenzo Vizzini, Fausto Cogliati)
3. Nemico di me stesso (feat. Hopsin) – 2:42 (Mattia Balardi, Marcus Jamal Hopson, Lorenzo Vizzini)
4. A forma di origami – 3:13 (Mattia Balardi, Lorenzo Vizzini, Federica Abbate, Tommee Profitt)
5. Sentieri sulle guance – 3:09 (Mattia Balardi, Lorenzo Vizzini)
6. Meteoriti – 3:08 (Mattia Balardi, Mario Apuzzo, Lorenzo Vizzini)
7. Sindrome di Stoccolma – 2:55
8. Elevator (Skit) – 0:29
9. Non fa per me – 2:47 (Mattia Balardi, Lorenzo Vizzini, Riccardo Garifo)
10. Non c'è più musica (feat. Birdy) – 3:30 (Mattia Balardi, Jasmine van den Bogaerde, Riccardo Garifo)
11. 9.3 – 3:45 (Mattia Balardi, Mario Apuzzo)
12. Ricominciare da me (outro) – 3:05 (Mattia Balardi, Mario Apuzzo)

## Classifiche
| Classifica (2021) | Posizione massima |
| ----------------- | ----------------- |
| Italia            | 5                 |